# Tour de l'Horloge (Duras)
La  Tour de l'Horloge est un vestige de fortifications d'agglomération situé sur la commune de Duras, dans le département français de Lot-et-Garonne, en France.

## Localisation
La tour se trouve dans l'est de la vieille ville, à ,l'extrémité de la rue César-Jauffret.

## Historique
Hormis le château, la tour de l'Horloge, construite originellement au XIIIe siècle, est l'un des rares vestiges subsistant de la bastide de Duras. Les remparts ont disparu. La partie supérieure de la tour semble avoir été rehaussée au XVIIe siècle.

La tour est inscrite au titre des monuments historiques par arrêté du 16 septembre 1953.

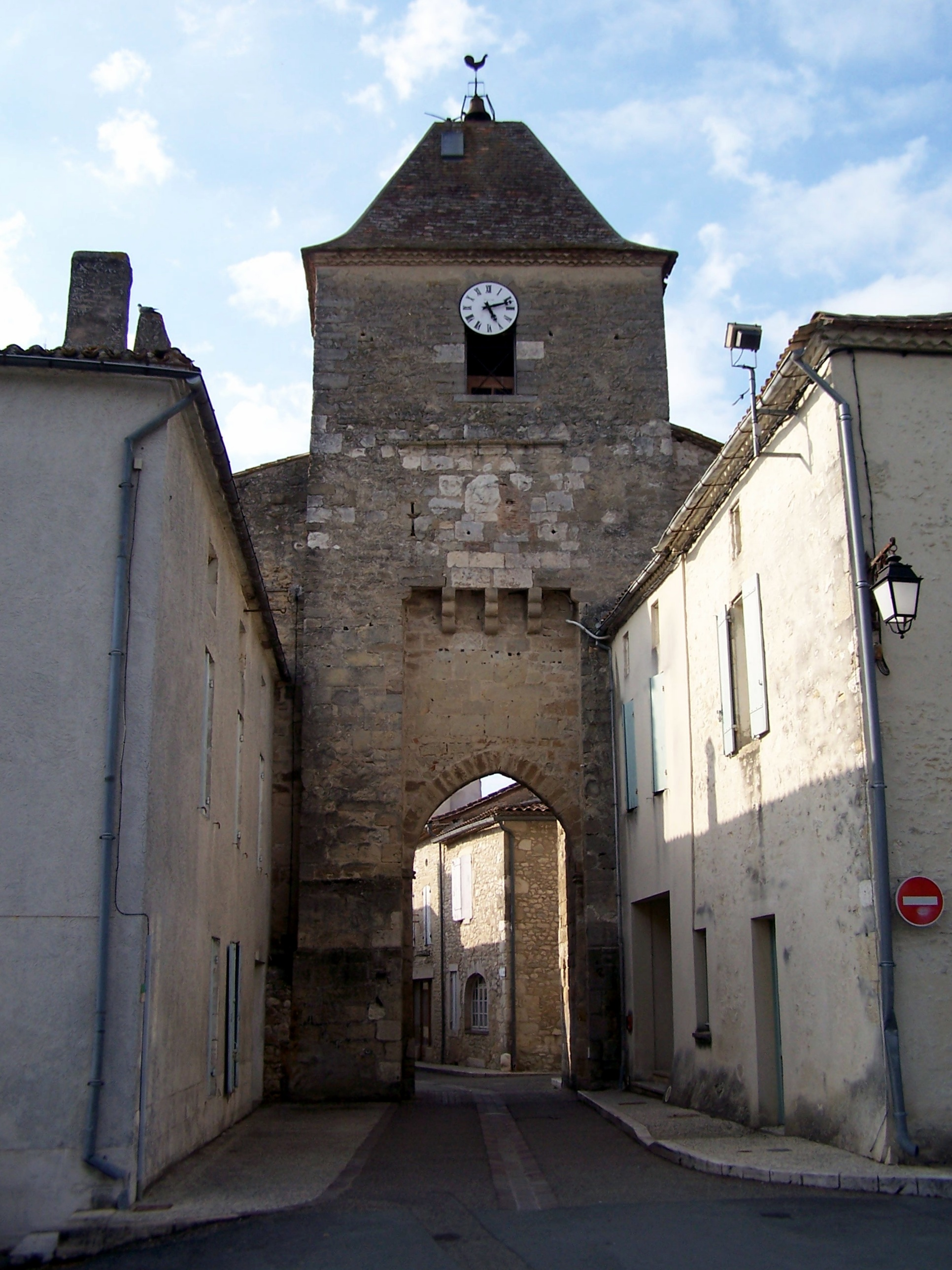
La tour, côté est